# زاك مايرز
زاك مايرز (بالإنجليزية: Zach Myers)‏ هو عازف قيثارة وموسيقي أمريكي، ولد في 7 نوفمبر 1983 في ممفيس في الولايات المتحدة.

## وصلات خارجية
- زاك مايرز على موقع ميوزك برينز (الإنجليزية)
- زاك مايرز على موقع ديسكوغز (الإنجليزية)